# A Haza Sólymai (szervezet)
A Haza Sólymai (románul: Șoimii Patriei) a négy és hét év közötti gyermekek, óvodások és kisiskolások tömegszervezete volt Romániában a kommunista rendszerben. Az 1976-ban alapított szervezet célja a gyermekek erkölcsi nevelése volt a humanizmus, a haza, a nép és a Román Kommunista Párt (RKP) iránti szeretet szellemében. Tevékenységét az RKP vezetésével végezte; az irányítás a Román Pionírszervezet feladata volt.

## Története
A párt XI. kongresszusán (1974. november 25–28.), ahol az 1976–1980-ra vonatkozó ötéves tervről tárgyaltak, elhatározták, hogy az iskola előtti oktatásban részt vevő gyermekek arányát 80%-ra kell emelni. A párt főtitkára, Nicolae Ceaușescu ugyanakkor megfogalmazta azt az elvárást, hogy javítani kell a nevelő munkát az óvodások és kisiskolások körében. Ennek nyomán született meg a jelentés, amely javasolta egy Haza Sólymai vagy Haza Merészei nevű szervezet megalakítását ennek a korosztálynak a számára; a szervezet feladata a haza, a párt és a nép szeretetére való nevelés volt. Az előterjesztést a párt végrehajtó bizottsága az 1976. szeptember 14-i ülésén tárgyalta, és elfogadták a Haza Sólymai nevet. A szervezet alapszabályát a párt központi bizottságának az 1976. október 12-i ülésén tárgyalták. Az egyedüli, aki meg merte kockáztatni azt a véleményt, hogy a négyéves gyermekek „politikai nevelése” abszurdum, Leonte Răutu volt; az alapszabályt elfogadták.
A szervezetnek megalakulásakor 1 100 000 tagja volt, létszámuk a következő évtizedben 1 500 000 -ra nőtt.
A Haza Sólymai 1989. decemberben, a rendszerváltáskor szűnt meg.

## Tevékenysége
Kezdetben a szervezet tevékenysége sokoldalú volt: ugyan elkerülhetetlenek voltak a haza vagy a párt történetéhez kapcsolódó ünnepi rendezvények, emellett belefért az óvoda, iskola vagy játszótér szépítése és gondozása, valamint kirándulásokat és táborokat szerveztek. Rövid időn belül azonban a szervezet tevékenysége teljesen eltolódott az ideológiai nevelés irányába. A gyermekeknek fel kellett ismerniük az RKP zászlaját, Nicolae Ceaușescu elvtárs és Elena Ceaușescu arcképét, tájékoztatni kellett a gyermekeket azokról magas tisztségekről, amelyeket a házaspár betöltött a pártban és az államban, illetve ismerniük kellett életrajzuk fontosabb mozzanatait, valamint az ország fejlődésében és a gyermekek nevelésében játszott meghatározó szerepüket. A korosztálynak megfelelő színvonalon tudatosítani kellett a párt vezető szerepét a társadalomban, valamint a pártutasítások követésének fontosságát.
A sólymok egyenruhája a következőképpen festett: kislányoknak kék szoknya vagy nadrág, narancssárga blúz váll-lapokkal, piros és trikolór szalag, kék kalap, fehér harisnya, jelvény; kisfiúknak kék nadrág (hosszú és rövid), narancssárga ing váll-lapokkal, piros és trikolór szalag, kék sapka, fehér harisnya, jelvény.
Román nyelvű újságjuk a Șoimii patriei (korábban Arici-Pogonici), magyar nyelvű lapjuk A Haza Sólymai volt.

### Ceremóniák
A gyermekek felvétele a szervezetbe és eskütétele ünnepélyes keretek között történt, a szülők, valamint a helyi vagy központi párt- és állami szervek képviselőinek jelenlétében. Az ünnepély során a pionírok átadták a sólymoknak a szervezet zászlaját és jelvényeit.
Ami a sólymok tevékenységeit, gyűléseit illeti, a Pionírszervezet Nemzeti Tanácsa a következő ceremóniákat határozta meg minden ilyen foglalatosság számára:
- a tevékenység kezdeténél a sólymok félkörbe állnak (vagy a teremben oszlopokba sorakoznak) a vezetőnek kijelölt társuk körül, aki a „vigyázz” parancsot használja (Grupă, atenție!). Ekkor az óvónő vagy tanítónő megadja a hangot a román himnusz kezdéséhez, melyet a sólymok végigénekelnek. Ezalatt négy kijelölt sólyom a kezébe veszi a zászlót és a csoport elé viszi, majd a zászlóval vigyázzban állnak az ének végéig. Ezután a vezető sólyom balra (az oktató felé) fordul, és jelenti hogy a csoport készen áll a tevékenység megkezdésére, majd ismét balra fordul és visszatér a csoporthoz. Ezután a tanerő köszön a gyerekeknek, majd kiadják a „pihenj” parancsot (Pe loc repaus!).[9]
- a tevékenység végével a vezető ismét kiadja a „vigyázz” parancsot, mire a sólymok felveszik a félkör vagy oszlop alakot, és ismét végigéneklik a himnuszt. A négy zászlóvivő közben visszaviszi a zászlót a helyére, majd visszatérnek az alakzatba. Az óvónő / tanítónő elköszön, a tevékenységet pedig befejezettnek nyilvánítják.[9]

A tevékenységek alatt kötelező volt a sólyom-egyenruhát viselni.

## Hatása
Az abszurd kezdeményezés nem járt sikerrel. A gyűlésekbe és felvonulásokba belefáradt szülők, akiknek meg kellett küzdeniük a hideggel, a sötétséggel és az ellátási nehézségekkel, humorral védekeztek. Mint a korszakban annyi mindenről, a sólymokról is születtek viccek; elterjedt például a sólymok esküjének egy vicces verses változata: „Jur cu mâna pe fundiţă/ Şi cu fundul pe oliţă/ Să cresc mare şi voinic/ În întuneric şi în frig/ Fără să mănânc nimic!” (fordítása prózában: A kezemet a masnira, a fenekemet a bilire téve esküszöm, hogy a sötétségben és hidegben naggyá és derékké növök, anélkül, hogy bármit is ennék).

## Fordítás
Ez a szócikk részben vagy egészben  a(z)   Şoimii Patriei című román Wikipédia-szócikk ezen változatának fordításán alapul.  Az eredeti cikk szerkesztőit annak laptörténete sorolja fel. Ez a jelzés csupán a megfogalmazás eredetét és a szerzői jogokat jelzi, nem szolgál a cikkben szereplő információk forrásmegjelöléseként.